# Wegeleben
Wegeleben är en stad öster om Halberstadt i Landkreis Harz i Sachsen-Anhalt i Tyskland.
Wegelebens vapen visar den helige Petrus.
Kommunen ingår i förvaltningsgemenskapen Vorharz tillsammans med kommunerna Ditfurt, Groß Quenstedt, Harsleben, Hedersleben, Schwanebeck och Selke-Aue.